# 鱼形山街道
鱼形山街道是中华人民共和国湖南省益阳市赫山区下辖的一个街道办事处。

## 行政区划
鱼形山街道下辖以下村级行政区划单位：
双板桥村、百羊庄村、宝林冲村、三眼塘村、灵宝山村、四方山村、龙潭口村、荷叶塘村、大泉村、接龙村和浮云铺村。